# 친족전쟁
친족전쟁(親族戰爭, 핀란드어: heimosodat, 스웨덴어: frändefolkskrigen 독일어: Kriege verwandter Völker, 영어: Kindred Nations Wars)이란 핀란드 역사학에서 사용되는 용어로서, 1918년에서 1922년 사이 발트, 러시아, 러시아 국경지대 등의 핀계 민족 거주 지역에서 발생한 분쟁을 일컫는다. 이 기간 동안 9,000여명의 핀란드 의용병이 이들 분쟁에 개입했으며, 의용병 대부분은 핀인과 근연 민족인 이들을 러시아에서 독립시키고 통일하고자 한 대핀란드 사상에 입각해 싸움에 참여했다. 다만 이들 지역의 독립만 도와줄 것인지, 아니면 신생 핀란드 공화국에 합병시킬 것인지에 대한 의견도 저마다 달랐다.

## 목록
- 에스토니아 독립 전쟁 (1918년–1920년)
  - 북방의 아들들과 제1핀란드 의용군단이 에스토니아군을 도왔다.
- 백카리알라 원정 (1918년)
  - 무르만스크 군단
- 아우누스 원정 (1919년)
- 페차모 원정 (1918년, 1920년)
- 동카렐리야 봉기 (1921년–1922년)
- 잉그리아 핀인 반란 (1918년–1920년)

## 같이 보기
- 핀란드 내전
- 겨울 전쟁
- 계속 전쟁
- 연합군의 러시아 내전 개입